# اس-۳۰۰ وی‌ام

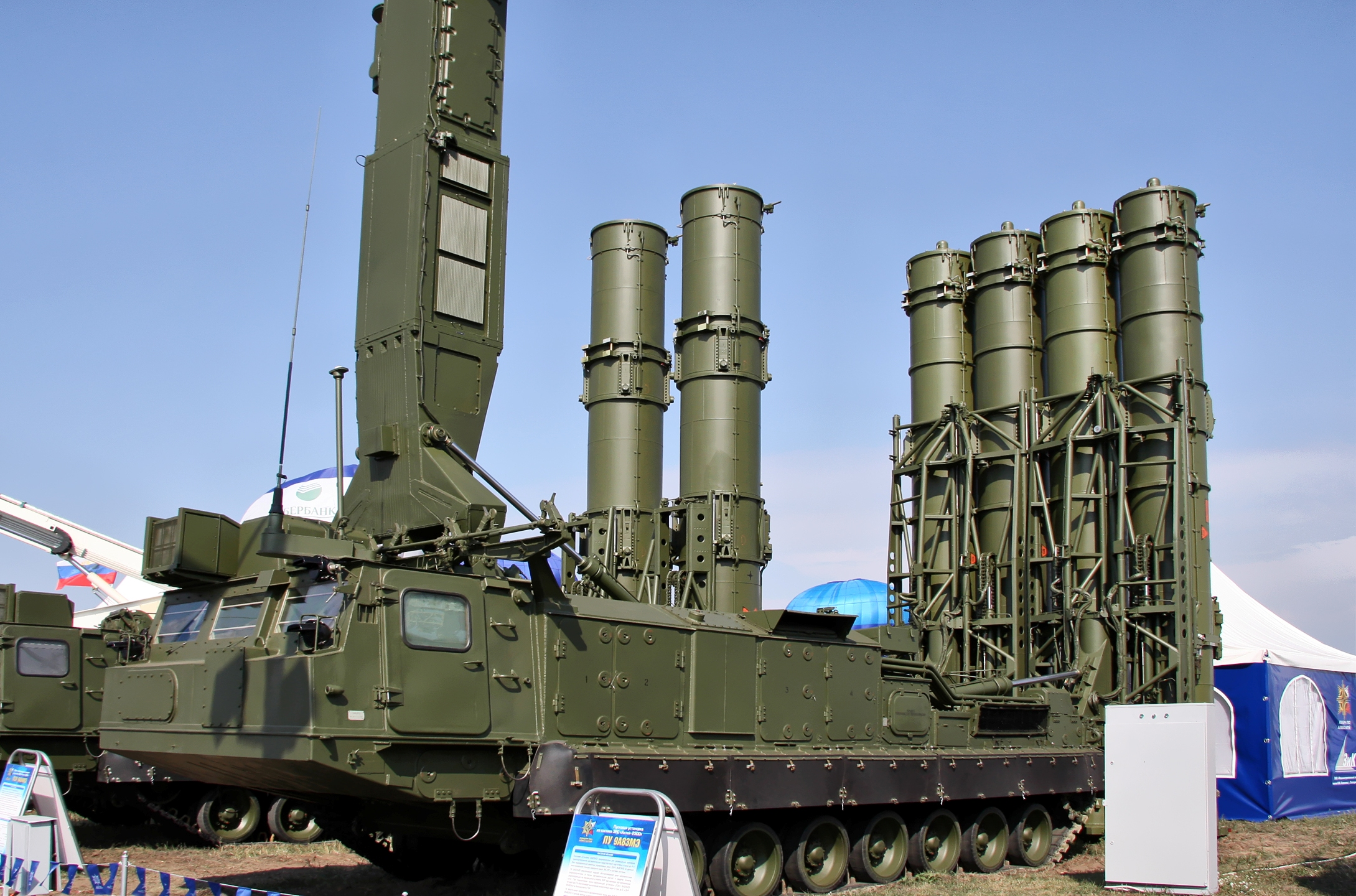
موشک‌های اس-۳۰۰وی‌ام به همراه سکوی پرتاب آن

اس-۳۰۰وی‌ام (مدل صادراتی: آنتی-۲۵۰۰ (به روسی: С-300ВМ Антей-2500) و در نام‌گذاری ناتو سام-۲۳ گلادیاتور، یک سامانه موشکی سطح‌به‌هوای کوتاه‌برد تا میان‌برد روسی است که در جهت مقابله با موشک‌های بالستیک میان‌برد، کروز و همچنین هواگردهای بال‌ثابت طراحی و توسعه یافته است.
این سیستم یکی از مدل‌های خانواده اس-۳۰۰ است و مطابق با نیازهای نیروهای زمینی ساخته شده‌است (وی مخفف وویسکا به معنی نیروی زمینی است). در این سیستم تاکید بیشتری بر روی دفاع ضدبالستیک شده و یک رادار مخصوص برای درگیری با موشک‌های بالستیک برای آن تهیه شده است. اس-۳۰۰ وی‌ام همچنین بر روی یک خودرو شنی‌دار نصب می‌شود در حالیکه اس-۳۰۰پی بر روی خودرو چرخ‌دار سوار شده‌است.

## کاربران
- روسیه
- ونزوئلا- ۲ گردان آنتی-۲۵۰۰
- مصر :اس-۳۰۰وی‌ام در سال ۲۰۱۴ وارد خدمت شد.

## ایران و آنتی ۲۵۰۰
در سال ۲۰۱۵ پس از سال‌ها کش و قوس بر سر قرارداد تحویل سیستم دفاع هوایی دوربرد اس ۳۰۰ روس‌ها به ایران پیشنهاد تحویل سیستم دفاع کوتاه‌برد و میان‌برد آنتی ۲۵۰۰ را دادند. پیش از این سیستم تور ام-۱ هم پیشنهاد شده اما از سوی ایران رد شده بود. دی ماه ۱۳۹۳ اعلام شد که هیئتی از سوی ایران برای بررسی دریافت یک سیستم جایگزین برای اس-۳۰۰ به روسیه خواهد رفت. در اوت ۲۰۱۵ اعلام شد که قرارداد جدیدی بین ایران و روسیه برای خرید این سامانه امضا شده است. خبرگزاری اینترفاکس روسیه از قول یک منبع آشنا به این قرار داد گفته که ارزش چهار گردان اس -۳۰۰ درخواستی ایران ۹۰۰ میلیون دلار تعیین شده است و مدل خریداری شده اس-۳۰۰ وی -۴ آخرین مدل آنتی-۲۵۰۰ است که در سال ۲۰۱۳ عملیاتی شد.